# 6. motorizirana strelska divizija (Nationale Volksarmee)
Za druge 6. divizije glejte 6. divizija.
6. motorizirana strelska divizija (izvirno nemško 6. Motorisierte-Schützen-Division) je bila motorizirana divizija v sestavi Nationale Volksarmee, oboroženih sil Nemške demokratične republike.

## Zgodovina
Divizija je bila ustanovljena 30. novembra 1956 s preimenovanjem A-Volkspolizeibereitschaft Prenzlau. Razpuščena je bila decembra 1958; iz pripadnikov divizije so preselili v ostale divizije in ustanovili 3., 5. in 7. šolske polke.
Mirnodobna sestava je uradno štela 7.035 pripadnikov; dejansko je divizija imela 6.355 pripadnikov. 
Med opremo in oborožitev divizije je 17. maja 1957 bilo:
- 171 srednjih tankov T-34/85,
- 24 težkih tankov JS-II,
- 15 amfibijskih tankov PT-76,
- 226 oklepnih transporterjev BTR-152,
- 56 artilerijskih kosov,
- 75 minometov,
- 32 protitankovskih topov,
- 38 večcevnih raketometov,
- 44 protiletalskih topov in
- 65 protiletalskih mitraljezov.

## Organizacija
- Motorisierte-Schützenregiment 11
- Motorisierte-Schützenregiment 12
- Motorisierte-Schützenregiment 13
- Panzerregiment 6
- Artillerieregiment 6
- Flakregiment 6
- Aufklärungsbataillon 6
- Pionierbataillon 6
- Nachrichtenbataillon 6
- Lehrbataillon 6
- Kraftfahrzeugschule 6

## Poveljstvo
Poveljnik
- Polkovnik Willi Riedel (30. oktober 1956 - 31. december 1957)
- Polkovnik Werner Krüger (1. januar 1958 - 9. december 1958)